# The Jerk
The Jerk é um filme estadunidense de 1979 do gênero Comédia, dirigido por Carl Reiner. Steve Martin (estrelando seu primeiro papel protagonista), Bernadette Peters e M. Emmet Walsh.
Um completo idiota, filho adotivo de uma família negra, segue a vida errante e sem esperanças. Quando ele sai de casa para conhecer o mundo, uma invenção acaba por mudar sua vida.

## Elenco
- Steve Martin .... Navin R. Johnson / Cat Juggler / Pig-Eye Jackson / Engenheiro Fred
- Bernadette Peters .... Marie Kimble Johnson
- M. Emmet Walsh .... Madman
- Jackie Mason .... Harry Hartounian
- Dick O'Neill .... Frosty
- Mabel King .... Mãe
- Richard Ward .... Pai
- Billy Macy .... Stan Fox
- Catlin Adams .... Patty Bernstein
- Maurice Evans .... Hobart
- Helena Carroll .... Hester
- Ren Woods .... Elvira Jonson
- Carl Gottlieb .... Iron Balls McGinty
- Carl Reiner .... Ele Mesmo
- Rob Reiner (não creditado) .... Motorista do Caminhão
- Larry Hankin (não creditado) .... Mão do Circo